# アルバルク東京
アルバルク東京（アルバルクとうきょう、英: Alvark Tokyo）は、東京都江東区をホームタウンとするプロバスケットボールチーム。運営法人はトヨタアルバルク東京株式会社。1948年にトヨタ自動車男子バスケットボール部として創設され、現在はB1リーグの中地区に所属している。

## 概要
運営会社は、B.LEAGUE発足に合わせ設立されたトヨタアルバルク東京株式会社。全国タイトルはトヨタ自動車時代に計17回。
ALVARK（アルバルク）は、"電撃"のアラビア語をもとに英文字表記したもので、電撃的プレーを披露するチームの意気込みを表すと同時に、Al=The、V=勝利、ark=箱船で"勝利を運ぶ箱船"という意味を併せ持っている。「アルバルク」の前に使っていたチーム名は、「ペイサーズ(歩行者)」。NBAのセントラル地区に所属する「インディアナ・ペイサーズ」（トヨタ自動車の生産拠点を擁するインディアナ州が本拠地）と同じ名前だった。

クラブスローガンは「WE」。元々は2017-18シーズンのスローガンであったが、以降のシーズンでもアルバルク東京を中心に「WE」の輪を広げていきたいという思いから、継続して使用している。

### ホームアリーナ
2025-26シーズンからのホームアリーナは「TOYOTA ARENA TOKYO」である。親会社であるトヨタ自動車により、パレットタウン跡地に建設された多目的新アリーナであり、2025年10月に開業される。
それ以前は2016-17シーズンは国立代々木競技場第二体育館を使用。なお同館は、2017年7月3日から2020年東京オリンピック・パラリンピック競技大会開催に向けた耐震改修工事に入るため、2017-18シーズンよりホームアリーナとして駒沢オリンピック公園総合運動場体育館（世田谷区）、アリーナ立川立飛（立川市。2017年10月オープン）を使用していた。。
2022-23シーズンから2024-25シーズンまではB.LEAGUE初年度開幕戦の舞台でもあった国立代々木競技場第一体育館をホームアリーナとして定めていた。。
以下はBリーグ加盟以後の統計。
| TOYOTA ARENA TOKYO(メインアリーナ)   | （竣工前） | （竣工前）   | （竣工前）   | （竣工前）   | （竣工前）   | （竣工前）   | （竣工前） | （竣工前） | （竣工前） | 30 |
| 国立代々木競技場第1体育館            | 2          | （使用不可） | （使用不可） | （使用不可） | （使用不可） | 0(2)         | 24         | 14         | 14         | 0  |
| 国立代々木競技場第2体育館            | 23         | （使用不可） | （使用不可） | （使用不可） | （使用不可） | （使用不可） | 0          | 10         | 2          | 0  |
| アリーナ立川立飛                     | （竣工前） | 26           | 26           | 19(26)       | 29(30)       | 26(28)       | 5          | 6          | 5          | 0  |
| 駒沢オリンピック公園総合運動場体育館 | 0          | 4            | 4            | 2(4)         | 0            | 0            | 1          | 0          | 2          | 0  |
| スカイホール豊田                     | 2          | 0            | 0            | 0            | 0            | 0            | 0          | 0          | 0          | 0  |
| 墨田区総合体育館                     | 2          | 0            | 0            | 0            | 0            | 0            | 0          | 0          | 0          | 0  |
| 府中市郷土の森体育館                 | 1          | 0            | 0            | 0            | 0            | 0            | 0          | 0          | 0          | 0  |
| 武蔵野の森総合スポーツプラザ         | 0          | 0            | 0            | 0            | 0            | 0            | 0          | 0          | 4          | 0  |
| 有明コロシアム                       | 0          | 0            | 0            | 0            | 0            | 0            | 0          | 0          | 3          | 0  |
| 所属カテゴリ                         | B1         | B1           | B1           | B1           | B1           | B1           | B1         | B1         | B1         | B1 |
| ホームゲーム数                       | 30         | 30           | 30           | 30           | 30           | 30           | 30         | 30         | 30         | 30 |
| 括弧内の数字は開催予定だった試合数。 |            |              |              |              |              |              |            |            |            |    |
| 1. 2. 3. 4. 5. 6.                    |            |              |              |              |              |              |            |            |            |    |

### ユニフォームスポンサー（2025-26シーズン）
- サプライヤー：アディダス（2016-17シーズン～[14]）
- 前面（左肩）：リクルートスタッフィング（2020-21シーズン[15]、2024年3月2日～[16]）
- 前面（中央）・背面背番号上部：トヨタ自動車（背面背番号上部は2021‐22シーズンより選手毎に違うトヨタの車名ロゴを掲載[17][18]）
- 背面：三井物産（選手名下部）
- パンツ：ALVARK Will（右前腰部）、トヨタアリーナ東京（右前太もも）、スペシャルオリンピックス日本（左前）

#### 歴代ユニフォーム
| HOME      |           |           |           |           |
| 2016 - 17 | 2017 - 18 | 2018 - 19 | 2019 - 20 | 2020 - 21 |
| 2021 - 22 | 2022 - 23 | 2023 - 24 | 2024 - 25 | 2025 - 26 |
|           |           |           |           |           |

| AWAY      |           |           |           |           |
| 2016 - 17 | 2017 - 18 | 2018 - 19 | 2019 - 20 | 2020 - 21 |
| 2021 - 22 | 2022 - 23 | 2023 - 24 | 2024 - 25 | 2025 - 26 |
|           |           |           |           |           |

| Other                |                      |                                        |                                        |               |
| 2016 - 17 3rd        | 2017 - 18 3rd        | 2018 - 19 3rd                          | 2019 - 20 3rd                          | 2020 - 21 3rd |
| 2021 - 22 WE RED DAY | 2022 - 23 WE RED DAY | 2023 - 24 WE RED DAY adidas ALVARK FAN | 2024 - 25 WE RED DAY adidas ALVARK FAN |               |
|                      |                      |                                        |                                        |               |

### マスコット
- ルーク

2016年11月6日にお披露目された。チームカラーでもある赤がメインで、熊をモチーフにしている。2023年9月11日に開催された2023-24シーズン TIPOFFイベントにて背番号が「6009」に決定したことが発表された。

### 応援
チアリーダーの名称は「アルバルク東京チアリーダー」。ディレクターは須長順子が務める。また2018-19シーズンにはファミリーガールとして『魔法×戦士 マジマジョピュアーズ!』のユニットMagical²が務めた。2019-20シーズンにおいても応援ガールズとしてGirls2が引き続き務めている。
公式ファンクラブは「ALVARCARS（アルバルカーズ）」。

## 沿革

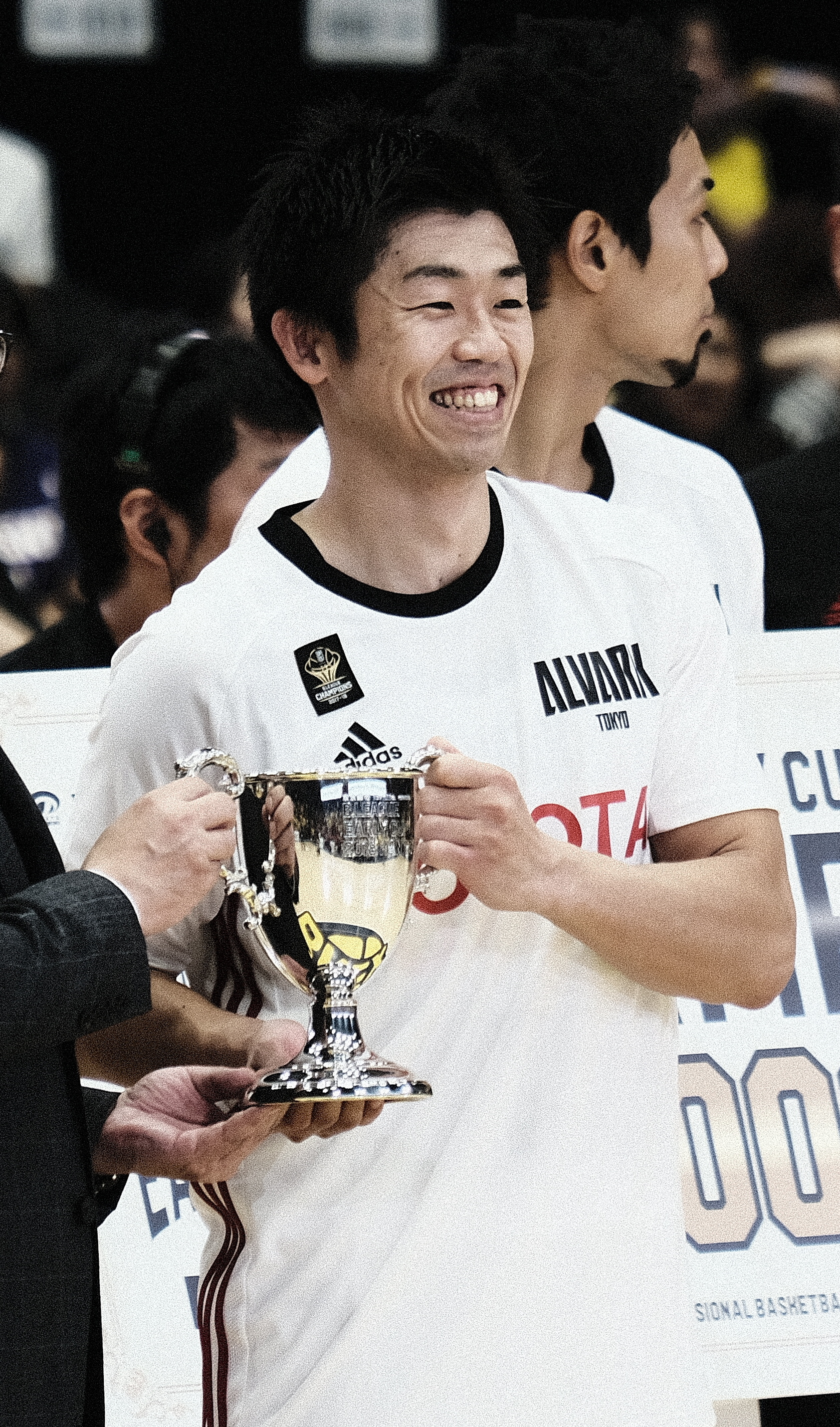
2007年から2020年まで、長らくチームを支えてきた正中岳城

- 1948年 - 創部。当初は愛知県実業団リーグに所属。
- 1971年 - 日本リーグ2部初昇格。
- 1982年 - 県リーグに降格。
- 1984年 - 日本リーグ復帰。
- 1988年 - 日本リーグ1部昇格。
- 2000年 - 愛称を「アルバルク」に変更。
- 2001-02シーズン - スーパーリーグ初年度で優勝。
- 2002-03シーズン - 田臥勇太が入団。
- 2005-06シーズン - スーパーリーグ4季ぶりの優勝を果たす。
- 2006-07シーズン - オールジャパンで初優勝。
- 2011-12シーズン - オールジャパンと日本バスケットボールリーグで優勝し2冠を果たす。
- 2013-14シーズン - ナショナル・バスケットボール・リーグ参戦に伴いチーム名を「トヨタ自動車アルバルク東京」とする。併せてチームカラーも黒から濃緑に変更。
- 2016-17シーズン - B.LEAGUE参戦に伴いプロ化。チーム名を「アルバルク東京」とし、運営会社「トヨタアルバルク東京株式会社」を設立した[1][25]。また、ロゴマークを変更した[26]。チームカラーもアルバルクレッドとジェットブラックに変更した[1]。
- 2017-18シーズン - B.LEAGUE初優勝。
- 2018-19シーズン - B.LEAGUE連覇。
- 2019-20シーズン - FIBAアジアチャンピオンズカップ初優勝。2007年から在籍し、2010年からチームキャプテンを務めた正中岳城が現役引退を発表。背番号7が球団初の永久欠番になる[27]。

## 戦績

### B.LEAGUE

#### 2016-17シーズン（B1 東地区）
シーズンスローガン：沸かせ。
ヘッドコーチ（HC）は伊藤拓摩がNBL時代から引き続き務める。田中大貴、松井啓十郎、竹内譲次、元NBA選手のディアンテ・ギャレットなどを擁していた。シーズン途中に元NBAのジェフ・エアーズも加入。
9月22日・23日に開催されたB.LEAGUE開幕戦で琉球に2連勝した。栃木や千葉と優勝を争い、東地区2位でBリーグチャンピオンシップ進出が決定した。クォーターファイナルは中地区2位の三遠に2連勝し、セミファイナルに進出。セミファイナルは中地区優勝の川崎に1勝2敗で敗退した。田中がベストファイブに選出された。松井、田村大輔、ギャレットが退団。

#### 2017-18シーズン（B1 東地区）
シーズンスローガン：WE

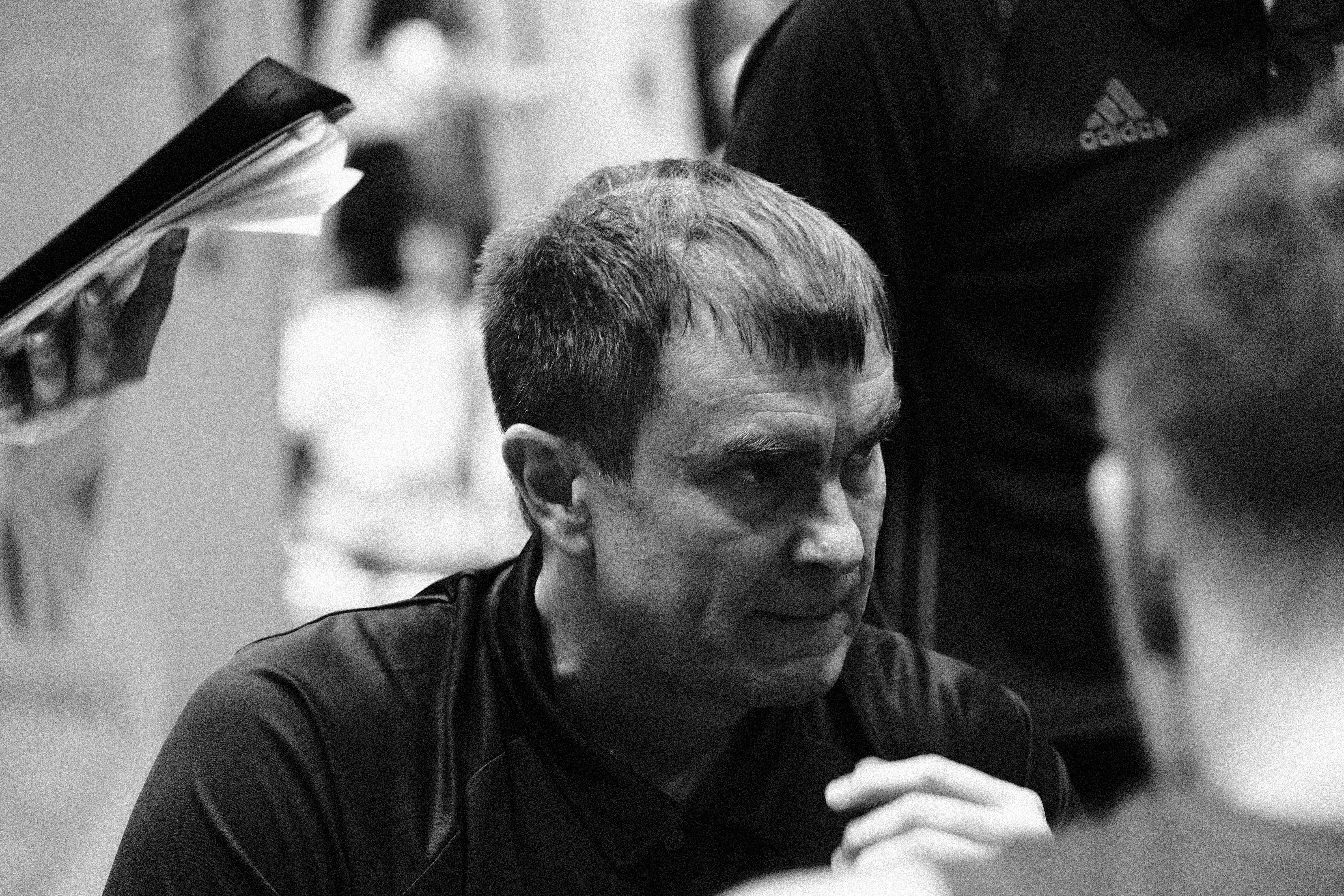
就任一年目で、Bリーグ制覇を達成したルカ・パヴィチェヴィッチ

伊藤HCが退任し、前日本バスケットボール協会技術委員会アドバイザーのルカ・パヴィチェヴィッチが後任に就任。京都から小島元基、秋田からレンタル移籍で安藤誓哉、筑波大学から馬場雄大、カンザス大学出身のランデン・ルーカス、ジャワッド・ウィリアムズ、アレックス・カークが加入。
概要の節で記述したとおり、国立代々木競技場第二体育館が耐震改修工事に入るため、アリーナ立川立飛と駒沢オリンピック公園総合運動場体育館でホームゲームを開催する。今シーズンも東地区2位でチャンピオンシップに進出。クォーターファイナルでは西地区2位の京都に、セミファイナルで中地区優勝の三河に勝利し、ファイナルに進出した。ファイナルでは千葉と対戦し、Bリーグ発足後では初、JBL時代を含めると2011-12シーズン以来6季ぶりの優勝を達成した。ファイナルMVPは、23得点のカークに次ぐ15得点とチームトップの5アシストを記録した田中が受賞した。

#### 2018-19シーズン（B1 東地区）
シーズンスローガン：AHEAD

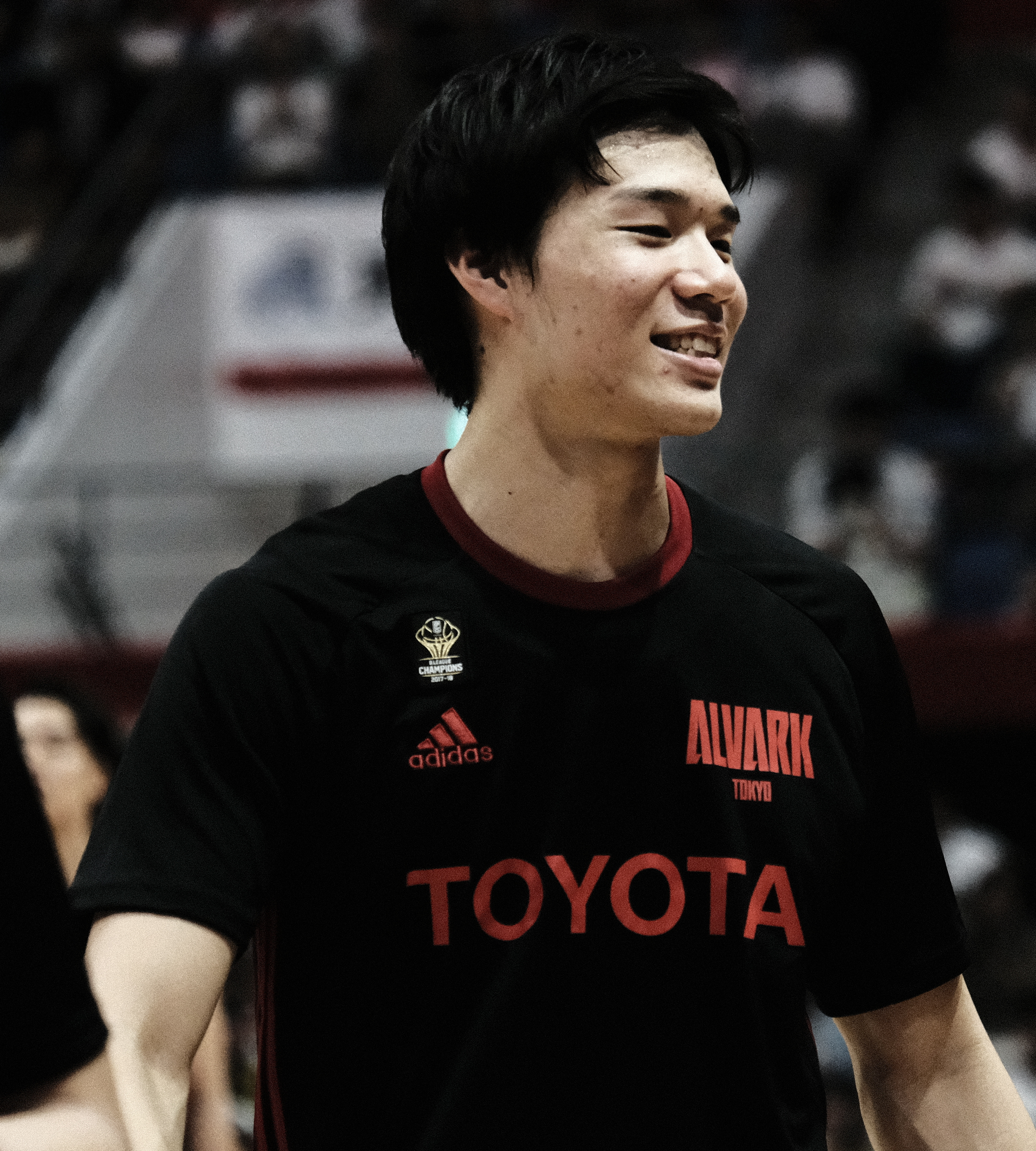
ファイナルMVPを受賞した馬場雄大

パヴィチェヴィッチ体制の2シーズン目。ミルコ・ビエリツァが新加入。
シーズン開幕直前にアジアチャンピオンズカップへ参加し、開幕後に日本代表の活動で田中、馬場、竹内が一時離脱した影響もあって2018年内の成績は19勝10敗だったが、レギュラーシーズン終了時には44勝16敗で東地区3位となり、ワイルドカードでのチャンピオンシップ出場が決定した。クォーターファイナルは、アウェイで中地区優勝の新潟に2連勝し、セミファイナルに進出。セミファイナルは、アウェイで西地区優勝の琉球と対戦し、1勝1敗ののち、第3戦を72−60で勝利した。ファイナルは2季連続で千葉との対戦となり、71-67で勝利してリーグ連覇を達成した。ファイナルMVPは馬場が受賞した。

#### 2019-20シーズン（B1 東地区）
シーズンスローガン：EXCEED
パヴィチェヴィッチ体制の3シーズン目。齋藤拓実、シェーファー・アヴィ幸樹が他チームにレンタル移籍した。須田侑太郎が新加入、ジェフ・エアーズが3季ぶりに復帰加入した。シーズン開幕前に開催されたアジアチャンピオンズカップで優勝。
シーズンは2020年1月末に東地区首位となり、馬場がアメリカ挑戦で退団、故障離脱者も続出したが維持していた。3月に新型コロナウイルス感染拡大の影響でリーグ戦が中断され、その後打ち切りが決定。最終成績は32勝9敗のリーグ全体最高勝率で、初の東地区優勝を達成した。
正中岳城、ミラン・マチュワンが引退し、正中の背番号「7」はクラブとして初めての永久欠番となった。

#### 2020-21シーズン（B1 東地区）
シーズンスローガン：Re-CHALLENGE
パヴィチェヴィッチ体制の4シーズン目。コロナ禍の影響で今シーズンより東西の2地区制となった。安藤がキャプテンに就任。デション・トーマス、カイル・バローンが新加入。シーズン開幕前に3選手が新型コロナウイルスに感染し、チーム活動を2週間休止した。川崎との開幕戦は85-79で勝利したが、最終成績は32勝24敗で東地区10チーム中6位となり、チャンピオンシップ進出を逃した。シーズン終了をもってキャプテンの安藤や竹内、須田ら主力選手の多くが退団した。

#### 2021-22シーズン（B1 東地区）
シーズンスローガン：DRIVE TO TOP（チャンピオンシップではALL DRIVE TO TOP）
パヴィチェヴィッチ体制の5季目。セバスチャン・サイズ、ライアン・ロシター、ジョーダン・テイラー、安藤周人らを補強した。田中がキャプテンに就任し、伊藤大司がアシスタントGMとしてチームに復帰した。
シーズン終盤まで地区優勝を狙える位置にいたものの、残り8試合で3勝5敗と失速し39勝14敗の東地区3位（全体順位5位）でレギュラーシーズンを終えると、チャンピオンシップでも西地区2位の島根に対して1勝2敗と負け越してクォーターファイナルで敗退。3年ぶりのチャンピオン奪還という目標を達成できずにシーズンを終えることとなった。
シーズン終了をもってパヴィチェヴィッチHCが退任。テイラー、小島、菊地祥平が退団した。

#### 2022-23シーズン（B1 東地区）

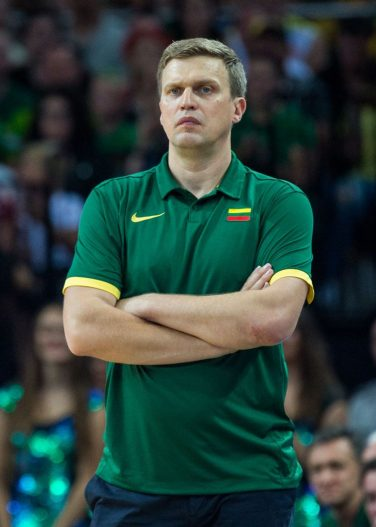
デイニアス・アドマイティス

シーズンスローガン：Next FAZE（チャンピオンシップではWE FAZE）
新たなHCに、リトアニア代表を指揮した経験を持つデイニアス・アドマイティスが就任。千葉Jから藤永佳昭を獲得、ジャスティン・コブスが新加入。前シーズンのアシスタントGMだった伊藤がGMに昇格した。また、12月には岡本飛竜が加入、1月にはイホール・ボヤルキムを1か月間の期限付き移籍で獲得している。
6シーズンぶりに代々木にホームアリーナを戻し、ホーム開幕節では2日連続でクラブ主管試合最多入場者数を更新。1月8日の川崎戦では9,555人と更に記録を更新し、シーズンを通しては181,949人、1試合平均では6,065人の来場と、昨シーズンを大きく上回る入場者数を記録し、集客面で大きな成長を見せたシーズンとなった。
一方でチーム成績としては、ホームゲームでは新記録となる19連勝を記録するなど24勝6敗の成績を誇り、シーズン全体ではB1最少失点クラブという記録を残したものの、ラスト4試合で4連敗を喫するなど、終盤での失速を今シーズンも解消できず、終盤まで地区優勝を狙える位置にいながら最終成績は42勝18敗で東地区2位（全体順位5位）でレギュラーシーズンを終える。チャンピオンシップでは昨シーズンに続いて西地区2位の島根とクォーターファイナルで対戦し、2勝1敗でリベンジを果たした。しかしセミファイナルで千葉Jに連敗を喫し敗退した。シーズン終了後に藤永が秋田、笹倉が越谷、田中が渋谷に移籍。コブス、カークが退団した。

#### 2023-24シーズン（B1 東地区）
シーズンスローガン：ONE FOCUS（チャンピオンシップではONE FOCUS to be ONE）
アドマイティス体制の2シーズン目。茨城から福澤晃平、北海道から橋本竜馬、滋賀からテーブス海を獲得。レオナルド・メインデル、アルトゥーラス・グダイティスが新加入。バランスキーがキャプテンに就任した。
10月14日の宇都宮戦ではクラブ史上初となる入場者数1万人超えを達成。4月17日の千葉J戦では平日開催ながら入場者数1万人超え及び最多入場者数を更新。4月28日の群馬戦でも三たび最多入場者数を更新。
レギュラーシーズンは地区優勝こそ逃したものの、東地区2位で2017-18シーズン以来となるチャンピオンシップ・クォーターファイナル（琉球戦）のホーム開催権を獲得（クラブ史上初となる有明コロシアムでの開催）。しかし、クォーターファイナルで琉球に1勝2敗で敗退した。シーズン終了後、森高大、ウーヴィス・ヘルマニス、田中亮などのアシスタントコーチ3人が退団した。また森は来季よりB2・ベルテックス静岡のヘッドコーチに就任した。選手では吉井が三遠へ（契約満了）、橋本が越谷へ（双方合意の契約解除）移籍した。

#### 2024-25シーズン（B1 中地区）
シーズンスローガン：ONE RISE（チャンピオンシップではONE RISE ALL IN）
アドマイティス体制の3シーズン目。千葉Jより大倉颯太を獲得、菊地祥平が21-22シーズン以来に復帰した。なお、1月にはアレックス・マーフィーが加入、2月にはマーフィーとの契約満了の上で長崎よりスティーブ・ザックを獲得している。
チーム史上初めて中地区所属となったレギュラーシーズンでは、B1最少失点チームとして44勝16敗をマークし中地区2位（全体順位4位）でチャンピオンシップに進出。しかし、ホーム開催となったクォーターファイナル（2シーズン連続で有明コロシアムでの開催）で千葉Jに連敗を喫して敗退となった。一方、天皇杯にて準優勝となったことに伴い、2025-26シーズンの東アジアスーパーリーグ（EASL）への出場権を獲得した。
シーズン終了後、岡本が島根へ移籍。ザック、メインデルが退団した（いずれも契約満了）。

### 過去のリーグ戦

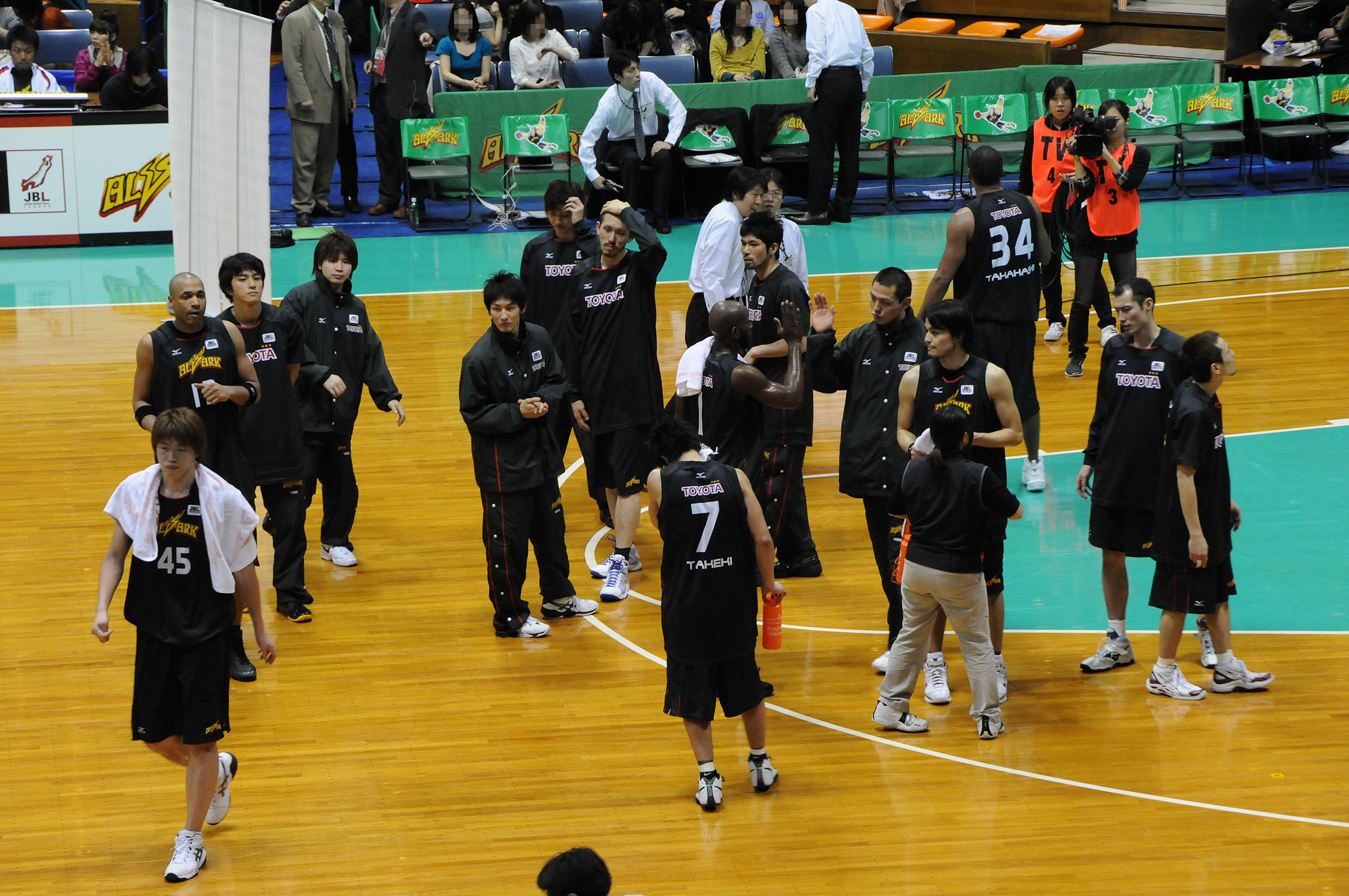
2009年2月14日、代々木第二体育館

#### 旧JBL
| 年度 | リーグ         | ディビジョン   | 回 | レギュラーシーズン | レギュラーシーズン | レギュラーシーズン | セミファイナル | セミファイナル | ファイナル | ファイナル | 最終結果 |
| 年度 | リーグ         | ディビジョン   | 回 | 勝                 | 敗                 | 順位               | 勝             | 敗             | 勝         | 敗         | 最終結果 |
| ---- | -------------- | -------------- | -- | ------------------ | ------------------ | ------------------ | -------------- | -------------- | ---------- | ---------- | -------- |
| 1971 | 実業団リーグ   | 実業団リーグ   | 1  | 7                  | 3                  | ?                  | ?              | ?              | ?          | ?          | 準優勝   |
| 1972 | 実業団リーグ   | 実業団リーグ   | 2  | 6                  | 4                  | ?                  | ?              | ?              | ?          | ?          | 準優勝   |
| 1973 | 実業団リーグ   | 実業団リーグ   | 3  | 4                  | 6                  | ?                  | ?              | ?              | ?          | ?          | 4位      |
| 1974 | 実業団リーグ   | 実業団リーグ   | 4  | 6                  | 4                  | ?                  | ?              | ?              | ?          | ?          | 準優勝   |
| 1975 | 実業団リーグ   | 実業団リーグ   | 5  | 5                  | 5                  | 位                 |                |                |            |            | 4位      |
| 1976 | 実業団リーグ   | 実業団リーグ   | 6  | 6                  | 4                  | 位                 |                |                |            |            | 3位      |
| 1977 | 実業団リーグ   | 実業団リーグ   | 7  | 8                  | 2                  | 位                 |                |                |            |            | 準優勝   |
| 1978 | 日本リーグ     | 2部            | 12 | 5                  | 5                  | 位                 |                |                |            |            | 4位      |
| 1979 | 日本リーグ     | 2部            | 13 | 5                  | 5                  | 位                 |                |                |            |            | 3位      |
| 1980 | 日本リーグ     | 2部            | 14 | 4                  | 6                  | 位                 |                |                |            |            | 4位      |
| 1981 | 日本リーグ     | 2部            | 15 | 2                  | 8                  | 位                 |                |                |            |            | 6位      |
| 1982 | 実業団リーグ   | 実業団リーグ   | ?  | ?                  | ?                  | 位                 |                |                |            |            | 不明     |
| 1983 | 実業団リーグ   | 実業団リーグ   | ?  | ?                  | ?                  | 位                 |                |                |            |            | 不明     |
| 1984 | 日本リーグ     | 2部            | 18 | 6                  | 8                  | 位                 |                |                |            |            | 5位      |
| 1985 | 日本リーグ     | 2部            | 19 | 9                  | 5                  | 位                 |                |                |            |            | 3位      |
| 1986 | 日本リーグ     | 2部            | 20 | 10                 | 4                  | 位                 |                |                |            |            | 3位      |
| 1987 | 日本リーグ     | 2部            | 21 | 11                 | 3                  | 位                 |                |                |            |            | 準優勝   |
| 1988 | 日本リーグ     | 1部            | 22 | 4                  | 11                 | T5位               |                |                |            |            | 10位     |
| 1989 | 日本リーグ     | 1部            | 23 | 3                  | 12                 | T6位               |                |                |            |            | 11位     |
| 1990 | 日本リーグ     | 1部            | 24 | 1                  | 14                 | T6位               |                |                |            |            | 12位     |
| 1991 | 日本リーグ     | 1部            | 25 | 4                  | 11                 | C5位               |                |                |            |            | 10位     |
| 1992 | 日本リーグ     | 1部            | 26 | 11                 | 11                 | 位                 |                |                |            |            | 7位      |
| 1993 | 日本リーグ     | 1部            | 27 | 5                  | 5                  | T4位               |                |                |            |            | 8位      |
| 1994 | 日本リーグ     | 1部            | 28 | 4                  | 12                 | T6位               |                |                |            |            | 10位     |
| 1995 | 日本リーグ     | 1部            | 29 | 10                 | 6                  | T2位               |                |                |            |            | 5位      |
| 1996 | 日本リーグ     | 1部            | 30 | 10                 | 6                  | T2位               |                |                |            |            | 準優勝   |
| 1997 | 日本リーグ     | 1部            | 31 | 4                  | 12                 | C6位               |                |                |            |            | 12位     |
| 1998 | 日本リーグ     | 1部            | 32 | 9                  | 7                  | T3位               |                |                |            |            | 6位      |
| 1999 | 日本リーグ     | 1部            | 33 | 10                 | 6                  | T3位               |                |                |            |            | 4位      |
| 2000 | 日本リーグ     | SL             | 34 | 11                 | 10                 | 4位                | 2              | 1              | 1          | 2          | 準優勝   |
| 2001 | スーパーリーグ | スーパーリーグ | 1  | 15                 | 6                  | 4位                | 2              | 0              | 2          | 0          | 優勝     |
| 2002 | スーパーリーグ | スーパーリーグ | 2  | 15                 | 6                  | 2位                | 2              | 0              | 0          | 2          | 準優勝   |
| 2003 | スーパーリーグ | スーパーリーグ | 3  | 13                 | 15                 | 6位                | ---            | ---            | ---        | ---        | 6位      |
| 2004 | スーパーリーグ | スーパーリーグ | 4  | 14                 | 14                 | 4位                | 1              | 2              | ---        | ---        | 4位      |
| 2005 | スーパーリーグ | スーパーリーグ | 5  | 21                 | 5                  | 1位                | 2              | 1              | 3          | 1          | 優勝     |
| 2006 | スーパーリーグ | スーパーリーグ | 6  | 16                 | 8                  | 2位                | 2              | 0              | 3          | 0          | 優勝     |

※日本リーグ1部の第22回（1988年）から第33回（1999年）まではC（クーガー）、T（タイガー）のディビジョン制を導入。

※日本リーグ1部の第34回（2000年）のディビジョンはSL（プレスーパーリーグ）、NL（日本リーグ）として実施。

#### JBL
| 年度    | リーグ | 回 | レギュラーシーズン | レギュラーシーズン | レギュラーシーズン | セミファイナル               | セミファイナル               | ファイナル                   | ファイナル                   | 最終結果                     | HC                   |
| 年度    | リーグ | 回 | 勝                 | 敗                 | 順位               | 勝                           | 敗                           | 勝                           | 敗                           | 最終結果                     | HC                   |
| ------- | ------ | -- | ------------------ | ------------------ | ------------------ | ---------------------------- | ---------------------------- | ---------------------------- | ---------------------------- | ---------------------------- | -------------------- |
| 2007-08 | JBL    | 1  | 21                 | 14                 | 2位                | 2                            | 0                            | 2                            | 3                            | 準優勝                       | トーステン・ロイブル |
| 2008-09 | JBL    | 2  | 18                 | 17                 | 4位                | 0                            | 2                            | ---                          | ---                          | 4位                          | 棟方公寿             |
| 2009-10 | JBL    | 3  | 20                 | 22                 | 6位                | ---                          | ---                          | ---                          | ---                          | 6位                          | 棟方公寿             |
| 2010-11 | JBL    | 4  | 23                 | 13                 | 3位                | 震災のためプレイオフ実施せず | 震災のためプレイオフ実施せず | 震災のためプレイオフ実施せず | 震災のためプレイオフ実施せず | 震災のためプレイオフ実施せず | ドナルド・ベック     |
| 2011-12 | JBL    | 5  | 29                 | 13                 | 2位                | 2                            | 0                            | 3                            | 1                            | 優勝                         | ドナルド・ベック     |
| 2012-13 | JBL    | 6  | 32                 | 10                 | 2位                | 1                            | 2                            | ---                          | ---                          | 3位                          | ドナルド・ベック     |

#### NBL
| 年度    | 回 | レギュラーシーズン | レギュラーシーズン | レギュラーシーズン | カンファレンス セミファイナル       | カンファレンス セミファイナル       | カンファレンス ファイナル     | カンファレンス ファイナル     | ファイナル | ファイナル | 最終結果 | HC               |
| 年度    | 回 | 勝                 | 敗                 | 順位               | 勝                                  | 敗                                  | 勝                            | 敗                            | 勝         | 敗         | 最終結果 | HC               |
| ------- | -- | ------------------ | ------------------ | ------------------ | ----------------------------------- | ----------------------------------- | ----------------------------- | ----------------------------- | ---------- | ---------- | -------- | ---------------- |
| 2013-14 | 1  | 45                 | 9                  | 東2位              | 2                                   | 1                                   | 0                             | 2                             | ---        | ---        | 3位      | ドナルド・ベック |
| 年度    | 回 | レギュラーシーズン | レギュラーシーズン | レギュラーシーズン | カンファレンス クォーターファイナル | カンファレンス クォーターファイナル | カンファレンス セミファイナル | カンファレンス セミファイナル | ファイナル | ファイナル | 最終結果 | HC               |
| 年度    | 回 | 勝                 | 敗                 | 順位               | 勝                                  | 敗                                  | 勝                            | 敗                            | 勝         | 敗         | 最終結果 | HC               |
| 2014-15 | 2  | 40                 | 14                 | 東3位              | 2                                   | 0                                   | 2                             | 1                             | 1          | 3          | 2位      | ドナルド・ベック |
| 2015-16 | 3  | 47                 | 8                  | 1位                | 2                                   | 0                                   | 0                             | 2                             | ---        | ---        | 3位      | 伊藤拓摩         |

### 獲得タイトル
- 日本リーグ→スーパーリーグ
  - 優勝3回（2001-02・2005-06・2006-07）
- 日本バスケットボールリーグ
  - 優勝1回（2011-12）
- B.LEAGUE
  - 優勝2回（2017-18・2018-19）
- 天皇杯全日本バスケットボール選手権大会
  - 優勝2回（2007・2012）
- 国体
  - 優勝11回
- FIBAアジアチャンピオンズカップ/バスケットボール・チャンピオンズリーグ・アジア
  - 優勝1回（2019年）

## 選手とスタッフ

### 現行ロースター
なお、選手紹介のページには、トヨタ自動車が開発しているAIバスケットボールロボットのCUE6（背番号96、SG）も掲載されている。

### 過去の主な所属選手
- 脇将典 - （1993-1997年）
- 江嶌猛 - （1993-2001年）
- 庄司和広 - （1998-1999年）
- 関口聡史 - （1994-2000年）
- ワイス団 - （1996-2001年）
- 知花武彦 - （1998-2004年）
- 田臥勇太 - （2002-2003年）
- 小納真樹 - （1996-2004年）
- 阿部理 - （2001-2004年）
- 上山博之 - （2001-2005年）
- 網野友雄 - （2003-2005年）

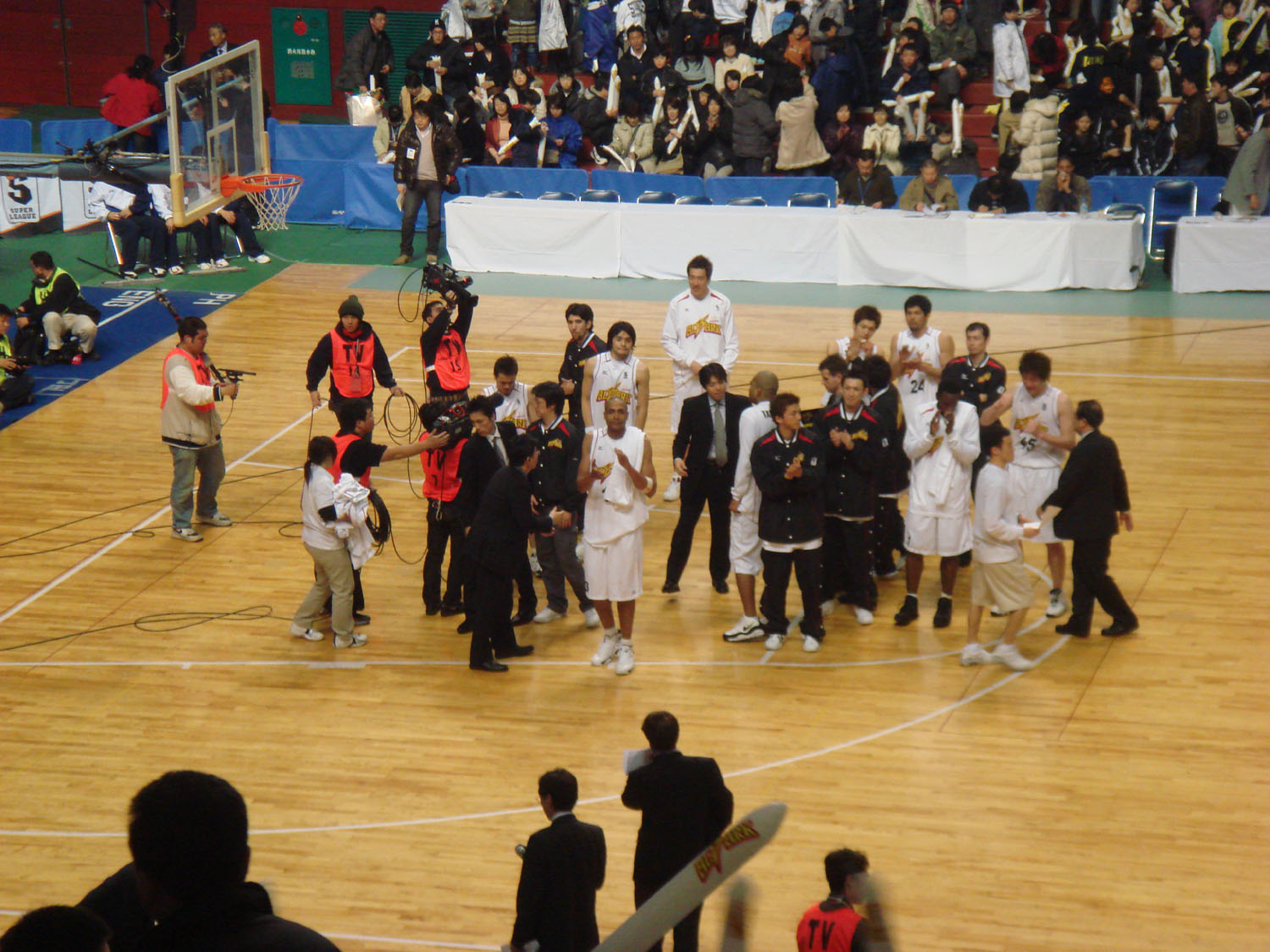
2006-2007プレーオフ、2007年3月18日

- 棟方公寿 - （1998-2006年、ヘッドコーチも歴任）
- 加藤吉宗 - （2002-2006年）
- 折茂武彦 - （1993-2007年）
- 山田大治 - （2004-2007年）
- 桜井良太 - （2005-2007年）
- 半田圭史 - （2004-2009年）
- 石田剛規 - （2005-2009年）
- ルイス・キャンベル - （2005-2009年）
- 佐久本智 - （2007-2009年）
- 井上聡人 - （2008-2009年）
- 五十嵐圭 - （2009-2010年）
- チャールズ・オバノン - （1999-2010年）
- クリフ・ブラウン - （2009-2010年）
- 古田悟 - （2005-2011年）
- 西堂雅彦 - （2007-2011年）
- 寒竹隼人 - （2009-2011年）
- 小林高晃 - （2010-2011年）
- 渡邉拓馬 - （2001-2012年）
- 熊谷宜之 - （2008-2013年）
- ショーン・ヒンクリー - （2012-2013年）
- デビン・ウスコスキ - （2013年）
- 竹内公輔 - （2011-2014年）
- 岡田優介 - （2007-2014年）
- 張本天傑 - （2014-2016年）
- 宇都直輝 - （2014-2016年）
- 伊藤大司 - （2010-2017年）
- 田村大輔 - （2016-2017年）
- トロイ・ギレンウォーター -（2016-2017年）
- 松井啓十郎 -（2011-2017年）
- 二ノ宮康平 -（2011-2017年）
- ディアンテ・ギャレット-（2016-2017年）
- ブレンダン・レーン -（2017-2018年）
- ジャワッド・ウィリアムズ -（2016-2019年）
- ミルコ・ビエリツァ -（2018-2019年）
- 正中岳城 -（2007-2020年）
- ミラン・マチュワン -（2019-2020年）
- 竹内譲次 -（2016-2021年）
- 安藤誓哉 -（2017-2021年）
- 須田侑太郎 -（2019-2021年）
- ケビン・ジョーンズ -（2019-2021年）
- デション・トーマス -（2020-2021年）
- 菊地祥平 -（2013-2022年）
- 小島元基 -（2017-2022年）
- ジョーダン・テイラー -（2021-2022年）
- 田中大貴 - （2014-2023年）
- アレックス・カーク - （2017-2023年）
- 笹倉怜寿 - （2019-2020年、2021-2023年）
- ジャスティン・コブス - （2022-2023年）
- 藤永佳昭 - （2022-2023年）
- アルトゥーラス・グダイティス - (2023-2025年)